# Holger Sinding-Larsen

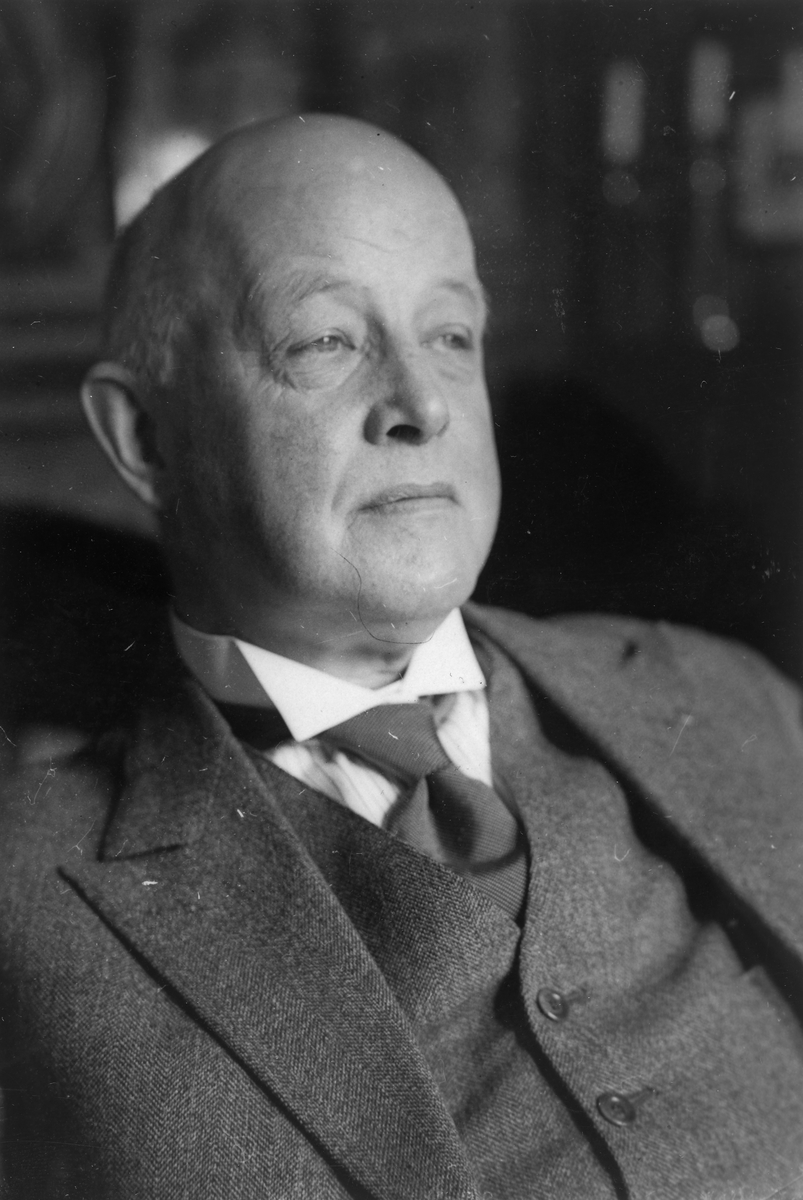
Holger Sinding-Larsen

Peter Andreas Holger Sinding-Larsen (* 5. Juli 1869 in Christiania; † 12. Dezember 1938 in Oslo) war ein norwegischer Architekt.

## Familie und Ausbildung
Holger Sinding-Larsen war der Sohn des als Schriftsteller bekannt gewordenen Bürokraten Alfred Sinding-Larsen und Elisabeth Lange, einer Enkelin des Politikers Christian Magnus Falsen. Sein Onkel mütterlicherseits war der Architekt Balthazar Lange. Seine Brüder waren der Arzt Christian Magnus Sinding-Larsen (1866–1939), der Offizier Birger Fredrik Sinding-Larsen (1867–1941) und der Maler und Zeichner Kristofer Sinding-Larsen (1873–1948).
Sinding-Larsen studierte von 1885 bis 1889 an der Technischen Hochschule in Kristiania und 1892 bis 1893 an der Technischen Hochschule Berlin, wo er 1893 Assistent von Johannes Vollmer war. 1895 heiratete er Sina Broch Martens (1872–1957), Tochter des Bergener Großbäckers Ditlef Martens (1837–1920). Das Paar hatte zwei Söhne, den Maler und Sänger Øystein Sinding-Larsen (1900–79) und den Architekten Knut Martens Sinding-Larsen (1903–77).

## Werk
Sinding-Larsen ist der bislang einzige norwegische Medaillenträger innerhalb eines olympischen Kunstwettbewerbs, bei dem er 1920 im Vorfeld der Olympischen Spiele von Antwerpen eine Silbermedaille mit einem Entwurf für einen Bauplan einer Gymnastikschule errang.
Sinding-Larsen schuf 1902 eine Kirche für Vålerenga, eine Kapelle am Holmenkollen, die Museumsgebäude in Tøyen (1904–1917), die Universitätsbibliothek Oslo (1913–1922) und eine Kirche in Lomen (1914). Von 1907 bis 1924 war er Bauinspekteur an der Universität Oslo und leitete die Restaurierung der alten Aula und war zugleich Architekt für die neue Aula aus dem Jahre 1911. Er leitete die Restaurierungsarbeiten der Festung Akershus (1905–1922). Basierend auf seinen Untersuchungen publizierte er eine Bebauungsgeschichte von Akershus von Håkon V. bis Christian IV. in zwei Bänden (1924–1926). Zudem war Sinding-Larsen viele Jahre Leiter der staatlichen Handwerks- und Kunstindustrieschule.